# Карл-Гайнц Трічлер
Карл-Хайнц Трічлер (нім. Karl-Heinz Tritschler; 16 вересня 1949) — німецький футбольний суддя. Він відомий насамперед по суддівству на Літніх Олімпійських іграх 1988 року та у фіналі Кубка європейських чемпіонів 1989 року між італійським «Міланом» та румунською «Стяуа» (4:0).

## Суддівська кар'єра
Першу професійну гру Карл-Гайнц провів 6 серпня 1977 року у Другій Бундеслізі, де він судив матч між «Вальдгофом» і «Вюрцбургом». Гра закінчилася з рахунком 6:0 на користь господарів.
Перше суддівство Трічлера в Бундеслізі відбулося 23 серпня 1980 року в матчі між «Бохумом» і «Дуйсбургом». Гра закінчилася з рахунком 1:1. Загалом Карл-Хайнц Трічлер обслужив 98 ігор у першій Бундеслізі та 63 — у Другій. Найчастіше він працював на матчах футбольного клубу «Кельн» (17 разів).
У 1989 році судив фінал Кубка Німеччини між «Боруссія» (Дортмунд) — «Вердер».
На міжнародних змаганнях Трічлер обслуговував гру збірних Бразилії та Австралії на Олімпійських іграх 1988 року в Сеулі. Матч закінчився з рахунком 3:0 на користь бразильців. Також як резервний арбітр і помічник головного арбітра брав участь у Євро-1988 (матч попереднього раунду СРСР — Нідерланди, 1:0).
Найвищою точкою кар'єри Трічлера став Фінал Кубка європейських чемпіонів 1989 року. Свій останній міжнародний матч у Кубку європейських чемпіонів він провів 6 березня 1991 року у чвертьфіналі між московським «Спартаком» і мадридським «Реалом». Матч закінчився із рахунком 0:0.

## Нагороди
«Рефері року за версією Німецької футбольної спілки» (1988/89)
8-ме місце у світовому рейтингу «Суддя року»
Золотий знак арбітражної асоціації Хохрейну
Почесний член арбітражної асоціації Фрайбурга